# Caínzos
Caínzos oder Cainzos sind spanische Schreibweisen für den baskischen Familiennamen Gaintza. 
Es gibt auch zwei kleine Dörfer in der Provinz von Gipuzkoa an der Costa Verde im Baskenland mit diesem Namen: Gaínza (Guipúzcoa)

## Namensträger
- Agustín Gaínza (1922–1995), spanisch-baskischer Fußballspieler